# Festival Internacional de Cine de Venecia de 1958
La 19ª Mostra de Venecia se celebró del 24 de agosto al 7 de septiembre de 1958.

## Jurado
Internacional
- Jean Grémillon (Presidente)[2]
- Carlos Fernández Cuenca
- Piero Gadda Conti
- Alberto Lattuada
- Hidemi Ina
- Friedrich Luft
- Sergei Vasilyev

Mostra Internazionale del Film sull'Arte
- Rodolfo Pallucchini (Presidente)
- Ove Brusendorff
- Umbro Apollonio
- Jerszy Bereda
- Jean Leymarie

Mostra del Film per Ragazzi
- André Basdevant (Presidente)
- Eric Heed
- Gomez Mesa
- Evelina Tarroni
- Fernand Rigot
- Giuseppe Flores D'Arcais

Mostra del Film Documentario
- Paul Rotha (Presidente)
- Jacques Ledoux
- Goran Schildt
- Roger Leenhardt
- Guido Guerrasio
- Giambattista Belloni

Mostra Internazionale del Cinegiornale
- Ludovico Riccardi (Presidente)
- G.V. Sampieri
- Attilio Tommasini
- Paolo Di Valmarana
- Van Domburg

Giornata del Film Europeo
- Denis de Rougemont (Presidente)
- Hans Solf
- Donald Mallett
- Jacques René Rabier
- Reynald de Simony

## Películas

### Sección oficial
Las películas siguientes se presentaron en la sección oficial:
| Título en español          | Título original       | Director(es)        | País            |
| -------------------------- | --------------------- | ------------------- | --------------- |
| El hombre del carrito      | Muhōmatsu no isshō    | Hiroshi Inagaki     | Japón           |
| El amor es mi oficio       | En cas de malheur     | Claude Autant-Lara  | Francia         |
| Une vie                    | Une vie               | Alexandre Astruc    | Francia         |
| La balada de Narayama      | Narayama-bushi Kō     | Keisuke Kinoshita   | Japón           |
| The Eighth Day of the Week | Ósmy dzien tygodnia   | Aleksander Ford     | Polonia         |
| Night Light                | Nattens ljus          | Lars-Eric Kjellgren | Suecia          |
| Los amantes                | Les amants            | Louis Malle         | Francia         |
| Orquídea negra             | The Black Orchid      | Martin Ritt         | EE. UU.         |
| La pequeña tierra de Dios  | God's Little Acre     | Anthony Mann        | EE. UU.         |
| Un genio anda suelto       | The Horse's Mouth     | Ronald Neame        | Reino Unido     |
| El escándalo Rosemarie     | Das Mädchen Rosemarie | Rolf Thiele         | RFA             |
| El desafío                 | La sfida              | Francesco Rosi      | Italia          |
| La guarida del lobo        | Vlcí jáma             | Jiří Weiss          | Chechoslovaquia |
| Widow of Otar              | Otaraant qvrivi       | Mikheil Chiaureli   | URSS            |

Informativa
| Título en español         | Título original             | Director(es)                            | País        |
| ------------------------- | --------------------------- | --------------------------------------- | ----------- |
| Ajantrik                  | Ajantrik                    | Ritwik Ghatak                           | India       |
| El destino se divierte    | Ballerina e Buon Dio        | Antonio Leonviola                       | Italia      |
| Bundfald                  | Bundfald                    | Palle Kjærulff-Schmidt, Robert Saaskin  | Dinamarca   |
| Carosello spagnolo        | Carosello spagnolo          | Gian Rocco, Salvatore Rosso, Pino Serpi | Italia      |
| Crni biseri               | Crni biseri                 | Toma Janic                              | Yugoslavia  |
| Der gläserne Turm         | Der gläserne Turm           | Harald Braun                            | RFA         |
| Detrás de un largo muro   | Detrás de un largo muro     | Lucas Demare                            | Argentina   |
| Éjfélkor                  | Éjfélkor                    | György Révész                           | Hungría     |
| El secuestrador           | El secuestrador             | Leopoldo Torre Nilsson                  | Argentina   |
| Eroica                    | Eroica                      | Andrzej Munk                            | Polonia     |
| The House Under the Rocks | Ház a sziklák alatt         | Károly Makk, György Hintsch             | Hungría     |
| El idiota                 | Idiot                       | Ivan Pyryev                             | URSS        |
| Rufufú                    | I soliti ignoti             | Mario Monicelli                         | Italia      |
| Italia in Patagonia       | Italia in Patagonia         | Guido Guerrasio                         | Italia      |
| El pequeño cañón          | Pezzo, capopezzo e capitano | Wolfgang Staudte                        | Italia      |
| Gigantes y juguetes       | Kyojin to gangu             | Yasuzô Masumura                         | Japón       |
| El bello Sergio           | Le beau Serge               | Claude Chabrol                          | Francia     |
| Le bourgeois gentilhomme  | Le bourgeois gentilhomme    | Roger Coggio                            | Francia     |
| Los clarines del miedo    | Los clarines del miedo      | Antonio Fernández-Román                 | España      |
| En el umbral de la vida   | Nära livet                  | Ingmar Bergman                          | Suecia      |
| Rasskaz moey materi       | Rasskaz moey materi         | Yuli Raizman                            | URSS        |
| Orden de ejecución        | Orders to Kill              | Anthony Asquith                         | Reino Unido |
| Fresas salvajes           | Smultronstället             | Ingmar Bergman                          | Suecia      |
| St. Louis Blues           | St. Louis Blues             | Allen Reisner                           | EE. UU.     |
| Fugitivos                 | The Defiant Ones            | Stanley Kramer                          | RFA         |
| La diosa                  | The Goddess                 | John Cromwell                           | EE. UU.     |
| To nisi tis siopis        | To nisi tis siopis          | Lila Kourkoulakou                       | Grecia      |
| Un giorno in Europa       | Un giorno in Europa         | Emilio Marsili                          | Italia      |
| The Big and the Small     | Veliki i mali               | Vladimir Pogacic                        | Yugoslavia  |
| Weddings and Babies       | Weddings and Babies         | Morris Engel                            | EE. UU.     |

## Premios[5]

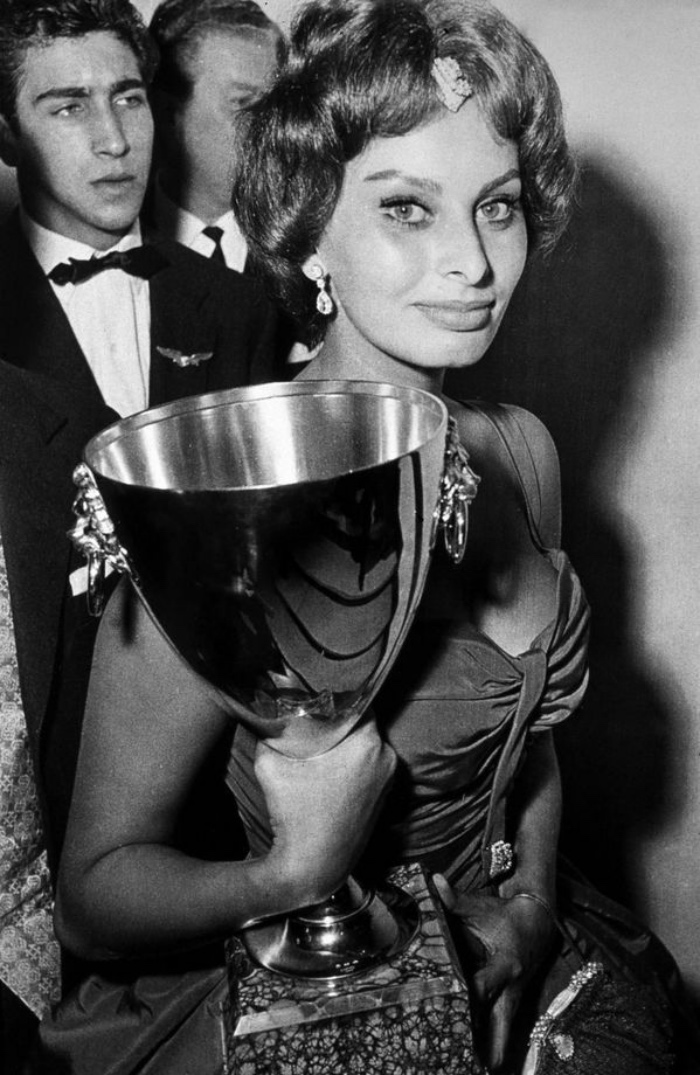
Sophia Loren con el Premio de la Copa Volpi a la mejor actriz

- León de Oro: El hombre del carrito de Hiroshi Inagaki
- Premio especial del jurado: 
  - El desafío de Francesco Rosi
  - Los amantes de Louis Malle
- Copa Volpi al mejor actor: Alec Guinness por Un genio anda suelto
- Copa Volpi a la mejor actriz: Sophia Loren por Orquídea negra
- Premio New Cinema: 
  - Mejor película: La guarida del lobo de Jiří Weiss
  - Mejor actor: Alec Guinness por Un genio anda suelto
  - Mejor actriz: Jeanne Moreau por Los amantes
- Premio San Jorge: El desafío de Francesco Rosi
- Premio Pasinetti: 
  - El escándalo Rosemarie de Rolf Thiele (sección oficial)
  - Fresas salvajes de Ingmar Bergman y Weddings and Babies de Morris Engel (secciones paralelas)
- Premios Cine Clubs de Italia: Weddings and Babies de Morris Engel